# Honesty/願いがかなうなら…
「Honesty／願いがかなうなら…」（オネスティ／ねがいがかなうなら）は、松下優也の3枚目のシングル。2009年8月26日発売。発売元はエピックレコーズ。

## 収録曲
1. Honesty
  - 作詞：荘野ジュリ／作曲：Jin Nakamura
2. 願いがかなうなら…
  - 作詞：Kenko-p／作曲：Jin Nakamura
3. Honesty （Acoustic)
  - 作詞：荘野ジュリ／作曲：Jin Nakamura
4. 彼方へ‐独唱‐「音楽舞闘会『黒執事』‐その執事、友好‐」エンディング曲
  - 作詞：浅沼晋太郎／作曲：和田俊輔
5. Honesty （Instrumental)
6. 願いがかなうなら… （Instrumental)